# 塔山寺
塔山寺（羅馬化：Vatt Bhnaṃ）是柬埔寨首都金边的一座佛教寺庙，位于金边市中心的一个小山丘上:103。塔山寺的名字来源于它所坐落的这座山丘，“Phnom”在高棉语中意为“山”。塔山寺不仅是当地民众参拜的重要场所，也是许多游客参观金边时的热门景点。

## 历史背景
塔山寺建于1372年，据传是由一位名叫 Penh的富有寡妇所建，她在河中发现了四尊佛像，并在山丘上建了一座寺庙来供奉它们。这个传说使塔山寺成为了金边的地标之一，也因此“金边”（Phnom Penh）这个名字来源于这座山丘和这位女子的名字。

## 结构与建筑
塔山寺坐落在约27米高的山丘上，寺庙周围有许多大树和花园，充满宁静的氛围。寺庙的主体建筑是一个佛塔，供奉着佛像和圣物。寺庙内部充满了精美的壁画，描绘了佛教故事和高棉神话。每年有许多当地居民和僧侣来到这里，举行祭祀和祈祷活动。